# Смит, Кес (футболист, 1940)
Корнелис Йоханнес Винсентиюс (Кес) Смит (нидерл. Cornelis Johannes Vincentius "Kees" Smit; 25 февраля 1940, Амстердам — 15 апреля 2025, Эри, Пенсильвания) — нидерландский футболист, игравший на позиции защитника.
Начинал игровую карьеру как нападающий в клубе ЭДО. С 1959 года выступал за амстердамский «Аякс» в качестве защитника. В составе клуба провёл пять сезонов, выиграл чемпионат и кубок страны, а также становился победителем Кубка Интертото. С 1964 года выступал за клуб «Занстрек». В 1967 году отправился в США, где стал играть за клуб «Питтсбург Фантомс», в том же году завершил игровую карьеру в возрасте 27 лет.

## Клубная карьера
Смит начинал заниматься футболом в клубе ЭДО в Харлеме, где его отец Арей работал тренером. Помимо футбола Кес занимался бегом и прыжками с шестом, освоил дзюдо и джиу-джитсу, а также входил в юношескую бейсбольную команду ЭДО, которая выиграла национальный титул. В декабре 1954 года он подал запрос на переход в клуб ХБЦ из Хемстеде, а спустя два месяца получил разрешение. В 1957 году вернулся в ЭДО и дебютировал в первой команде в возрасте 17 лет. Первую игру в Эрстедивизи провёл 1 сентября 1957 года против амстердамского клуба ДВС (1:3), сыграв на позиции центрального нападающего. 8 сентября забил дебютный гол в чемпионате, принеся своей команде ничью в гостевом матче с АГОВВ (1:1). Всего Смит провёл в чемпионате 23 матча и забил 3 гола.

### «Аякс»
В сентябре 1958 года было объявлено, что ЭДО подал запрос на трансфер Смита в амстердамский «Аякс». Кес перешёл в «Аякс» в качестве любителя, а перед началом сезона 1959/60 подписал полупрофессиональный контракт. Его трансфер обошёлся в 3 тысячи гульденов, и помимо этого, «Аякс» провёл в августе 1959 года обещанный товарищеский матч с ЭДО основным составом. В том же месяце Смит забил два гола в товарищеском матче с «Волендамом» (3:0).

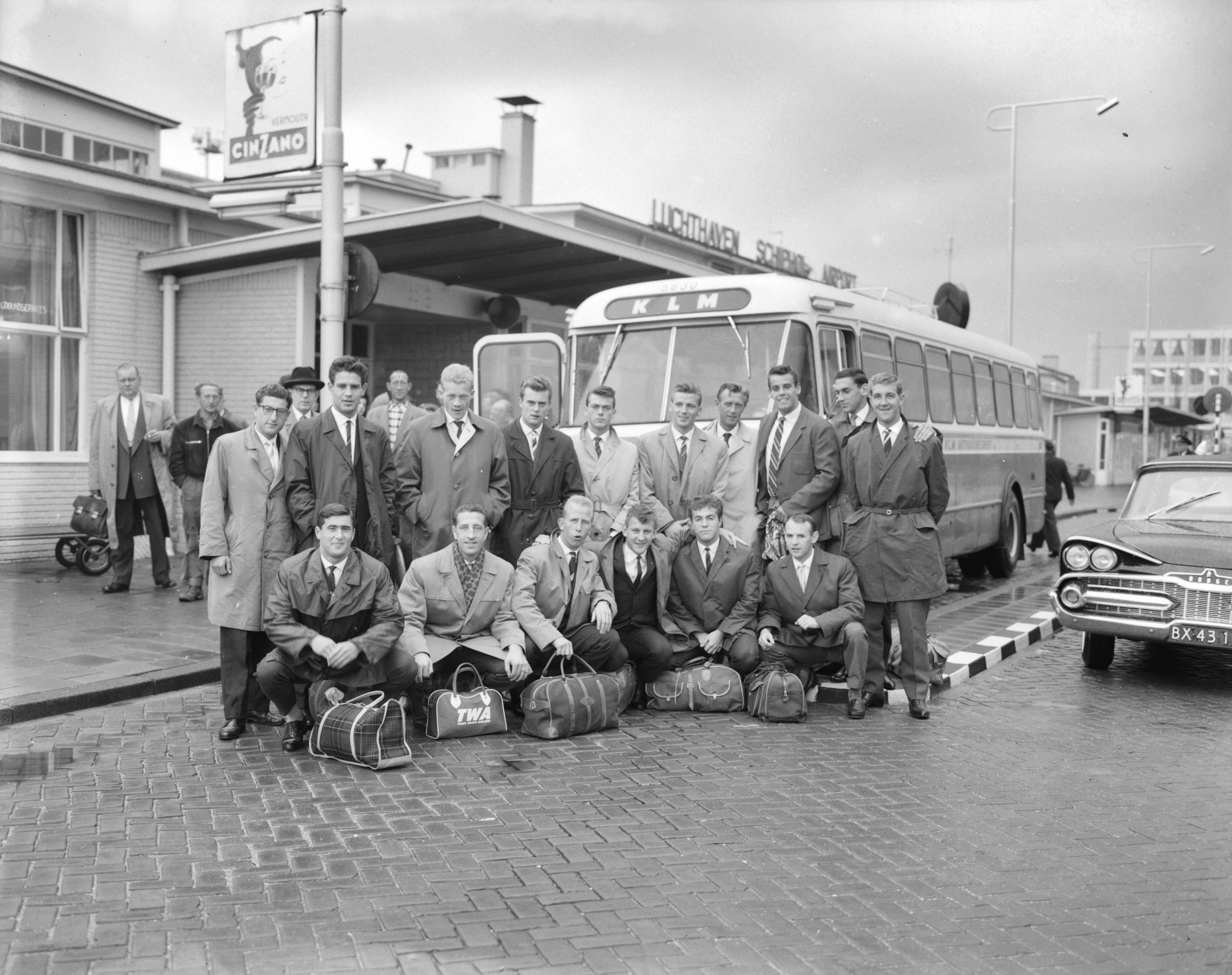
Игроки «Аякса» в августе 1960 года перед поездкой в Норвегию — Смит третий справа в верхнем ряду

22 ноября 1959 года дебютировал в Эредивизи в гостевом матче против «Волендама» (0:3), появившись в стартовом составе вместо защитника Кора Гелхёйзена. В отсутствии Пита Аудерланда и Кора Гелхёйзена Смит стал основным защитником в паре с Гер ван Мауриком, сыграв в дебютном сезоне 28 матчей. Кес отмечал, что как защитника его открыл главный тренер Вик Бакингем. «Аякс» в конце чемпионата набрал одинаковое количество очков с «Фейеноордом», поэтому между ними был проведён дополнительный матч за звание чемпиона страны, в котором амстердамцы одержали крупную победу — 5:1.
В своём втором сезоне Смит продолжил играть в защите с ван Мауриком, а также с Аудерландом, который вернулся в строй после травмы. В первой игре сезона 1960/61 амстердамцы разгромили в Кубке Нидерландов клуб «Зейст» (2:8). 28 августа 1960 года во втором туре чемпионата «Аякс» потерпел одно из самых крупных поражений от «Фейеноорда», уступив на выезде на стадионе «Де Кёйп» со счётом 9:5. 31 августа дебютировал в Кубке европейский чемпионов в гостевом матче против норвежского «Фредрикстада» (4:3). Спустя неделю «Аякс» в ответной игре дома сыграл вничью 0:0 и завершил выступление на ранней стадии турнира. 29 апреля 1961 года забил первый гол за «Аякс» в официальных матчах, отличившись в первом раунде Кубка Нидерландов против КФК (4:2). Всего за сезон сыграл во всех турнирах 22 матча. «Аякс» в чемпионате занял второе место, уступив «Фейеноорду». В розыгрыше кубка страны амстердамцы дошли до финала турнира, в котором разгромили НАК со счётом 3:0, однако участия в финальной игре Смит не принимал.
Летом 1961 года клубы Эредивизи проявляли интерес к Смиту, но в «Аяксе» заявили, что не продают своего защитника. В сезоне 1961/62 на его счету было только 10 сыгранных матчей в основе, включая финальную игру Кубка Интертото против «Фейеноорда». В сезоне 1962/63 был игроком ротации и принял участие в 18 матчах, а летом 1963 года был выставлен на трансфер. В июне 1963 года ряд игроков, включая Смита, выступили с требованием повысить заработную плату, но члены правления клуба отвергли их предложение. Кес остался в команде ещё на один сезон, сыграв в 6 матчах, включая пять игр в Кубке Интертото. Последний матч в составе «Аякса» провёл 19 апреля 1964 года в чемпионате против МВВ (3:1). Летом 1964 года Смит вошёл в группу игроков выставленных на трансфер.

### «Занстрек»

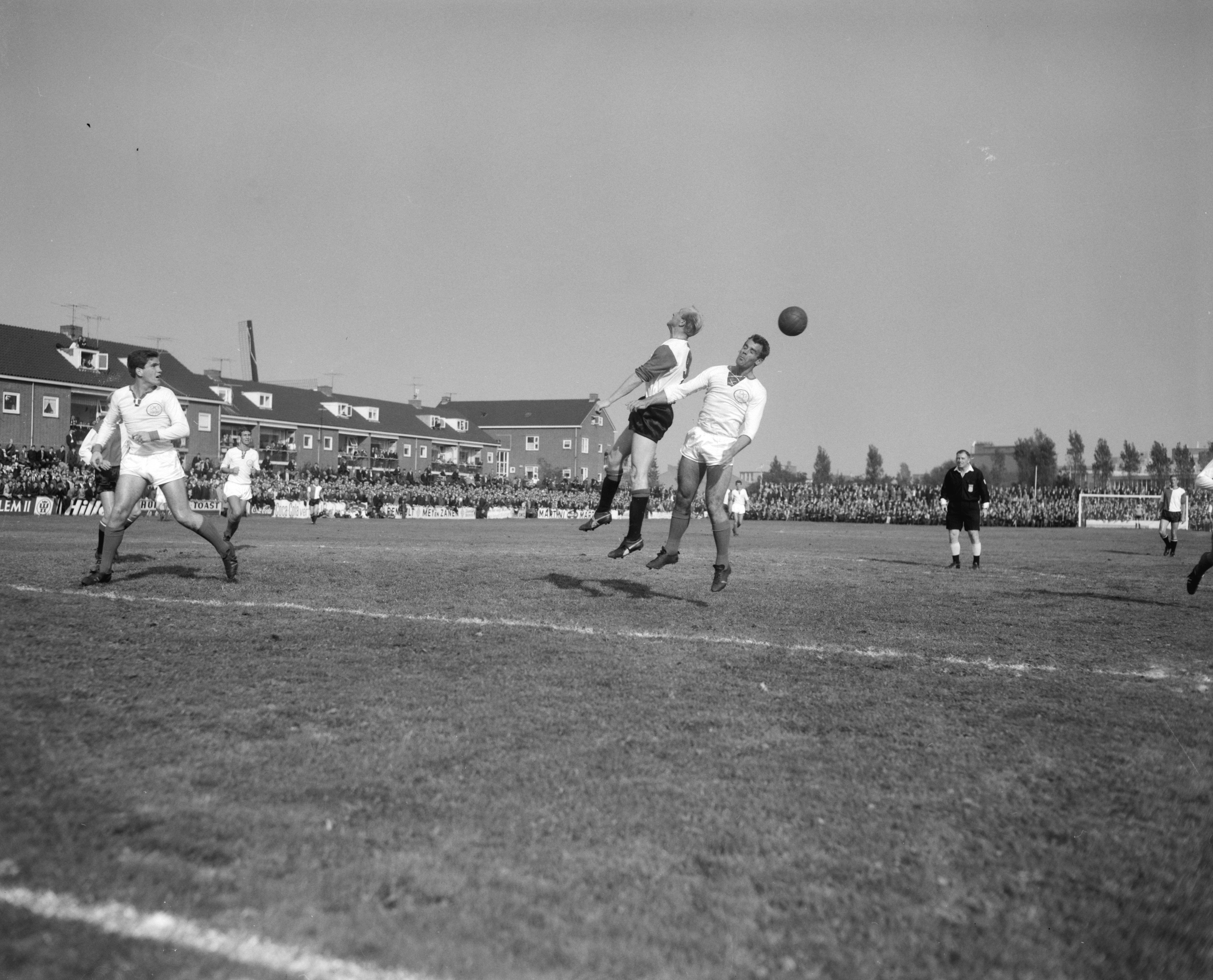
Смит (справа) в верховой борьбе за мяч с Крёвером, Пит в матче между «Занстреком» и «Фейеноордом» в октябре 1964

В июле 1964 года подписал контракт с клубом второго дивизиона КФК из Ког-ан-де-Зана. Во время летней трансферной кампании КФК потратил 175 тысяч гульденов на приобретение 10 футболистов, пятеро из которых были из «Аякса». Клуб также подал заявку в Футбольный союз Нидерландов на право выступать под названием «Занстрек». 9 августа 1964 года, уже под новым названием, команда провела свой первый матч против клуба НАК, уступив гостям со счётом 2:3.
23 августа 1964 года дебютировал во втором дивизионе в домашнем матче с ПЕК (6:0). В третьем туре против «Тюбантии» Смит сыграл на позиции центрального нападающего, заменив в нападении Кеса Грота, который не смог выйти на поле из-за болезни. 11 октября забил дебютный гол в чемпионате, отличившись в матче с «Вегенингеном». В марте 1965 года Кес временно стал тренировать игроков первой команды, поскольку главный тренер Пит де Волф подал в отставку, а у Смита было соответствующее образование, полученное в Центральном институте подготовки спортивных лидеров (CIOS). Однако данное решение вскоре было отменено и де Волф вернулся к работе с командой. В дебютном сезоне Кес сыграл в чемпионате 30 матчей, в основном играя на позиции правого центрального защитника. «Занстрек» занял в чемпионате 6-е место в группе А, а в розыгрыше кубка страны завершил выступление уже на стадии первого раунда, проиграв «Фейеноорду».
Летом 1965 года был выставлен на трансфер по собственной просьбе, но остался в команде перед новым сезоном. В октябре 1965 года был отстранён клубом от игр до 1 декабря, поскольку отказался выступать за вторую команду. В сезоне 1965/66 сыграл всего 13 матчей в чемпионате — «Занстрек» занял 3-е место в группе А и поднялся в первый дивизион. В своём последнем сезоне Смит сыграл 8 матчей в первом дивизионе. В октябре 1966 года он подал очередной запрос на трансфер.

### «Питтсбург Фантомс»
В декабре 1966 года подписал четырёхлетний контракт с новым клубом из США «Питтсбург Фантомс». Команда была создана для участия в новом турнире под названием Национальная профессиональная футбольная лига. Кес был одним из восьмерых нидерландских футболистов подписавших контракт с командой из Питтсбурга. В составе «Фантомс» провёл 7 матчей и забил один гол в чемпионате. В сентябре 1967 года временно вернулся в Нидерланды, а в октябре завершил игровую карьеру, поскольку получил в США должность преподавателя физкультуры в YMCA.

## Карьера в сборной
В сентября 1957 года вызывался в молодёжную сборную Нидерландов, которой предстояло сыграть против Англии, но из-за травмы не смог принять участие в матче.
В феврале 1958 года попал в предварительный состав молодёжной сборной на юниорский турнир УЕФА. 19 марта дебютировал за сборную в товарищеском матче со сверстниками из Бельгии (3:3), состоявшемся в бельгийском Оверпелте. В первом тайме Смит сыграл на позиции правого вингера, а после перерыва тренер Элек Шварц перевёл его на место опорного полузащитника. В конце марта был включён в окончательную заявку из 16 футболистов, в которую также вошли Тео Ласеромс и Франс Бауместер. На турнире в Люксембурге Смит сыграл в трёх матчах и забил два мяча в ворота Турции. Заняв второе место в группе его команда не смогла выйти в полуфинал турнира из-за разницы забитых и пропущенных голов.
В мае 1960 года сыграл за сборную востока Нидерландов против сборной запада Нидерландов. В том же году попадал в резерв второй сборной Нидерландов.
С 1962 года выступал за военную сборную Нидерландов. В конце мая попал в заявку сборной на Кубок мира по футболу среди военнослужащих. На турнире в Афинах нидерландцы заняли последнее четвёртое место в группе, не одержав ни одной победы.

## Личная жизнь
Отец — Арей (Ари) Смит, мать — Клартье Якоба Янсе. Родители были родом из Схидама, они поженились в 1935 году, а уже в следующем году в Амстердаме у них родилась дочь Петронелла Якоба (Неллеке). Отец в молодости занимался боксом и был участником Олимпийских игр в 1924 году, а в дальнейшем работал спортивным массажистом и тренером в футбольных клубах «Аякс» и ЭДО. Во время ухудшения обстановки в городе из-за войны его семья покинула Амстердам и отправилась в город Снек, а затем в Харлем.
В январе 1963 года Кес был участником конькобежного ультрамарафона Элфстедентохт. В 1971 году мог начать играть за команду американского футбола «Питтсбург Стилерз», но из-за перебора игроков на позицию покинул команду.
После завершения игровой карьеры в США работал владельцем спортзала, преподавателем физкультуры в YMCA и инструктором по плаванию. В свободное время любил кататься на лошади.
На протяжении многих лет проживал в городе Эри, штат Пенсильвания. В феврале 2025 года «Аякс» поздравил Смита с 85-летием, когда он находился в реабилитационном центре после операции, а также устроил видеозвонок с бывшим партнёром по команде Шаком Свартом.
Умер 15 апреля 2025 года в возрасте 85 лет.

## Достижения
«Аякс»
- Чемпион Нидерландов: 1959/60
- Обладатель Кубка Нидерландов: 1960/61
- Обладатель Кубка Интертото: 1961/62

## Статистика по сезонам
| Клуб              | Сезон            | Лига | Лига | Кубок | Кубок | Европейские кубки | Европейские кубки | Прочие | Прочие | Итого | Итого |
| Клуб              | Сезон            | Игры | Голы | Игры  | Голы  | Игры              | Голы              | Игры   | Голы   | Игры  | Голы  |
| ----------------- | ---------------- | ---- | ---- | ----- | ----- | ----------------- | ----------------- | ------ | ------ | ----- | ----- |
| ЭДО               | 1957/58          | 23   | 3    | 2     | 0     | —                 | —                 | —      | —      | 25    | 3     |
| ЭДО               | Итого            | 23   | 3    | 2     | 0     | —                 | —                 | —      | —      | 25    | 3     |
| Аякс              | 1959/60          | 24   | 0    | 0     | 0     | —                 | —                 | 4      | 0      | 28    | 0     |
| Аякс              | 1960/61          | 16   | 0    | 4     | 1     | 2                 | 0                 | —      | —      | 22    | 1     |
| Аякс              | 1961/62          | 7    | 0    | 1     | 0     | 2                 | 0                 | —      | —      | 10    | 0     |
| Аякс              | 1962/63          | 16   | 0    | 1     | 0     | 1                 | 0                 | —      | —      | 18    | 0     |
| Аякс              | 1963/64          | 1    | 0    | 0     | 0     | 5                 | 0                 | —      | —      | 6     | 0     |
| Аякс              | Итого            | 64   | 0    | 6     | 1     | 10                | 0                 | 4      | 0      | 84    | 1     |
| Занстрек          | 1964/65          | 30   | 1    | 1     | 0     | —                 | —                 | —      | —      | 31    | 1     |
| Занстрек          | 1965/66          | 13   | 0    | 1     | 0     | —                 | —                 | —      | —      | 14    | 0     |
| Занстрек          | 1966/67          | 8    | 0    | 0     | 0     | —                 | —                 | —      | —      | 8     | 0     |
| Занстрек          | Итого            | 51   | 1    | 2     | 0     | —                 | —                 | —      | —      | 53    | 1     |
| Питтсбург Фантомс | 1967             | 7    | 1    | —     | —     | —                 | —                 | —      | —      | 7     | 1     |
| Питтсбург Фантомс | Итого            | 7    | 1    | —     | —     | —                 | —                 | —      | —      | 7     | 1     |
| Всего за карьеру  | Всего за карьеру | 145  | 5    | 10    | 1     | 10                | 0                 | 4      | 0      | 169   | 6     |